# Tōfuku-ji

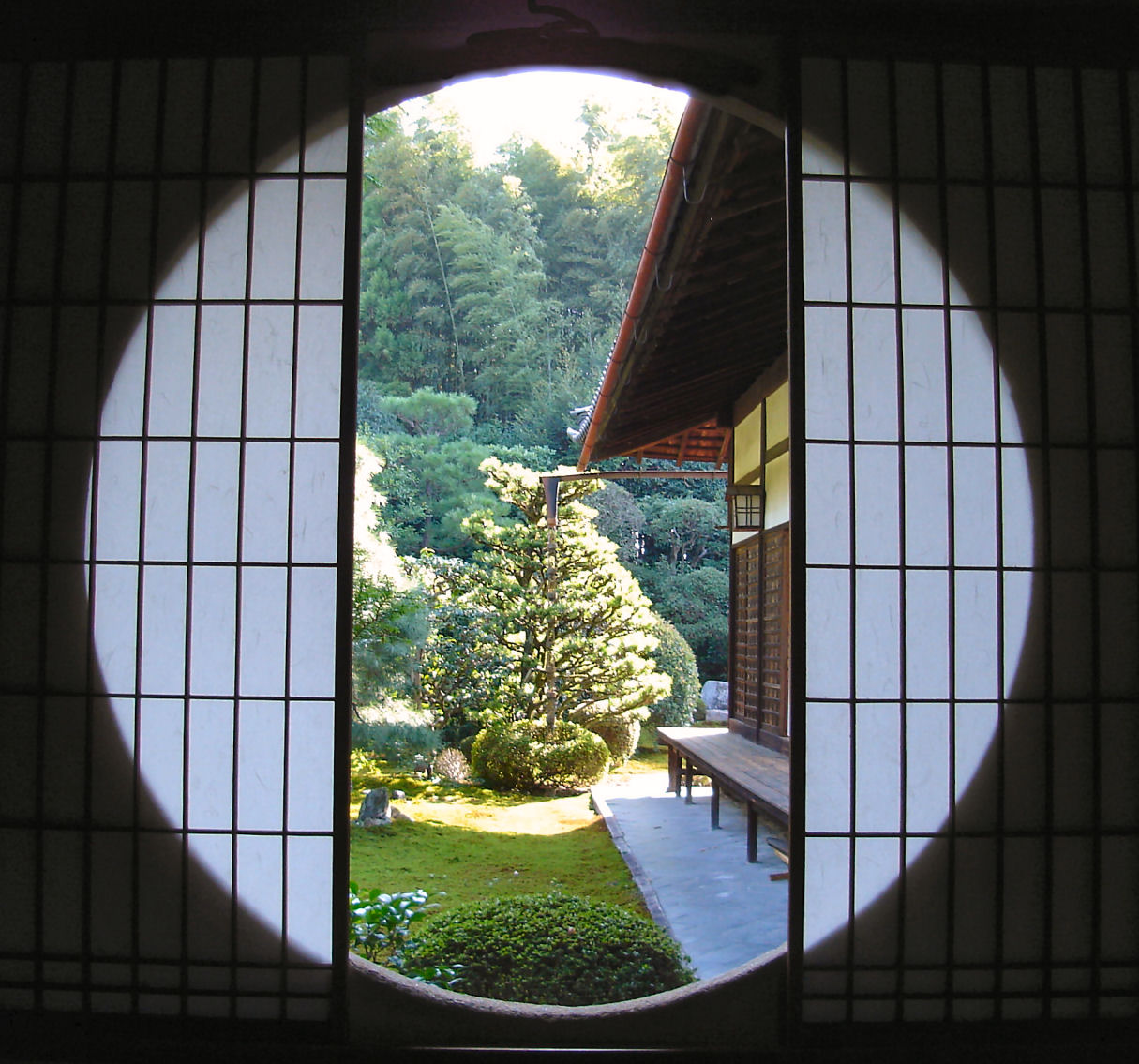
Vista del Zunantei

El Tōfuku-ji (東福寺) és un temple budista del districte d'Higashiyama (東山区, Higashiyama-ku), al sud-est de Kyoto, al Japó. Fundat per Enni en tant que seu de l'escola Rinzai de la tradició del budisme zen japonès. Va ser construït entre 1236 i 1255 sobre les ruïnes de l'Hosshō-ji, pertanyent als Fujiwara. És un delsgozan (五山, cinc grans temples) de Kyoto.

## Història

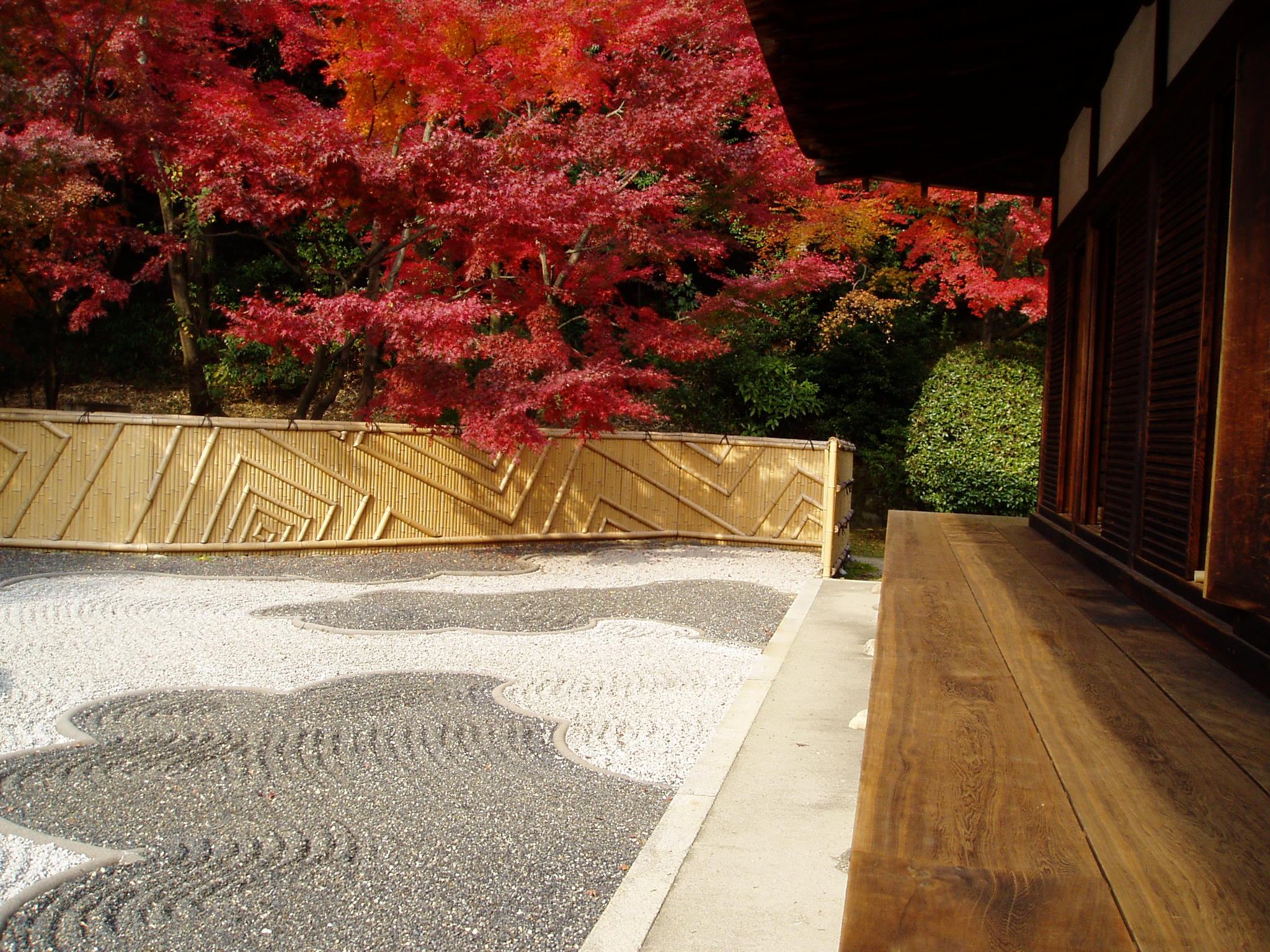
Jardí oest

El monjo Enni (1202 - 1280), també conegut pel seu nom pòstum Shoichi Kokushi (聖一国師), portarà del seu aprenentatge a la Xina al costat del monjo Wuzhun Shifan (en japonès: Bujun Shiban, 1177 - 1249), entre 1235 i 1241, una forma derivada del Rinzai, la branca Shoichi, de la qual el Tōfuku-ji en serà la seu. Hi portarà igualment un retrat del seu mestre, ofert per aquest darrer en la seva estada a la Xina i que encara s'hi conserva. És un dels més antics retrats chan xinesos al Japó i va ser un model fidelment imitat.
El Tōfuku-ji va ser nombroses vegades destruït, sobretot el 1319, el 1334 i el 1881. Va ser parcialment reconstruït el 1347, després dels incendis de 1319 i de 1334; un cert nombre de dirigents polítics (Fujiwara, Ashikaga, Toyotomi Hideyoshi, Tokugawa Ieyasu…) hi van fer construir nous edificis.
L'escola de pintura Kanō-ha (狩野派) ha treballat també al Tōfuku-ji. Kano Takanobu (1571 - 1618) hi completa, a petició de l'emperador Go-Yozei, la sèrie de les cinquanta pintures que representen els cinc-cents rakan, començada per Mincho.

## Estructures
Nombroses estructures del Tōfuku-ji han estat classificades com a «importants propietats culturals». Entre aquestes:
- El butsuden (仏殿, sala de Buda), reconstruït el 1932-1934;
- el yuya, que data del segle xv;
- El sanmon (三門, 'porta principal') de 1236, i que conté escultures de Jocho i pintures de Minchō. És considerat com el més antic sanmon del Japó;
- el zendō (禅堂), que data de 1347;
- el funda-in (芬陀院) és un jardí de pedra i de sorra dissenyat per Sesshu;
- el ryû-in és un jardí zen creat per Mirei Shigemori el 1939;
- el hojo (方丈) ha estat reconstruït el 1890.

El complex actual del Tōfuku-ji conté 24 edificis, però, en el passat, el seu nombre va arribar a 53 estructures. Inclou nombroses col·leccions d'escultures, pintures i cal·ligrafies.